# Ph.D. (バンド)
Ph.D.（ピー・エイチ・ディー）は、1982年4月にイギリスのトップ10ヒット「I Won't Let You Down」で最も有名なイギリスのグループであった。この曲は前年、ヨーロッパ全体でもヒットしていた。バンド名は「フィリップス、ハイマス、ダイアモンド」という3人の結成メンバーが持つ姓の頭文字「PHD」から取っている。同じ名前の学位を示す文字と視覚的な洒落になるように名称は「Ph.D.」と書かれた。

## 略歴
歌手のジム・ダイアモンドが、1980年代初期にジェフ・ベックのグループでメンバーを務めたトニー・ハイマス、サイモン・フィリップスと共にグループを結成した。1981年にオリジナルがリリースされたセルフタイトルのデビュー・アルバムは、1982年の全英シングルチャートで3位、オーストラリアで5位に達するヒットとなったバラード「I Won't Let You Down」を生んだ。シングルの成功に続いてアルバムが再発され、最終的に全英アルバムチャートに入る売り上げとなった。
「Little Suzi's on the Up」のミュージック・ビデオは、米国の一部で1981年8月1日のMTV最初となる放送日に5番目に放送されたビデオになった。
フィリップスは4曲でドラムを叩いているものの、セカンド・アルバムのレコーディング中にグループを脱退した。現在では正式にダイアモンドとハイマスのデュオと見なされているPh.D.は、セカンド・アルバム『危険がいっぱい』を1983年にリリースした。最初のシングル「I Didn't Know」は、全英トップ40には入らなかったが、ヨーロッパでは好調だった。
しばらくしてダイアモンドが肝炎に感染。彼の病気がツアーを妨げたため、グループは解散した。

## その後の活動
ダイアモンドはしばらくしてソロ・アーティストとしてカムバックし、1984年11月に「恋のあやまち (I Should Have Known Better)」で英国No.1シングルを獲得した。
ハードロック・バンドのテスラによる「Little Suzi's on the Up」のカバー・バージョン（タイトルは「Little Suzi」として）が、1986年にアメリカのラジオヒットとなった。
ハイマスは、ダイアモンドによる1988年のセルフタイトル・アルバム『Jim Diamond』に参加した。
ダイアモンドとハイマスは2006年にグループをデュオとして改編している。
ダイアモンドは、2枚のスタジオ・アルバムをiTunesに追加できることを確認。最初の2枚のアルバムの再発がヴォイスプリント・レコードからリリースされた。同レーベルは2009年2月2日にアルバム『Three』もリリースした。
ジム・ダイアモンドは2015年10月8日に亡くなり、バンドを事実上解散させた。

## メンバー
- ジム・ダイアモンド (Jim Diamond) – ボーカル (1981年–1983年、2006年–2015年) ※2015年死去
- トニー・ハイマス (Tony Hymas) – キーボード (1981年–1983年、2006年–2015年)
- サイモン・フィリップス (Simon Phillips) – ドラム (1981年–1983年)

## ディスコグラフィ

### スタジオ・アルバム
- 『デビュー!』 - Ph.D. (1981年、Atlantic)
- 『危険がいっぱい』 - Is It Safe? (1983年、WEA)
- Three (2009年、Voiceprint)

### シングル
- "Little Suzi's on the Up" (1981年)
- "I Won't Let You Down" (1982年)
- "There's No Answer to It" (1982年)
- "I Didn't Know" (1983年)
- "Fifth of May" (1983年)
- "Drive Time" (2009年)